# Dinkelland
Dinkelland este o comună în provincia Overijssel, Țările de Jos. 

## Localități componente
Breklenkamp, Denekamp, Deurningen, Groot Agelo, Het Stift, Klein Agelo, Lattrop, Noord Deurningen, Nutter, Ootmarsum, Oud Ootmarsum, Rossum, Saasveld, Tilligte, Weerselo.